# Aleksandrs Čaks
Aleksandrs Čaks (27 d'octubre de 1901, Riga - 8 de febrer de 1950), de nom real Aleksandrs Čadarainis, fou un escriptor i poeta letó.

## Biografia
Fill d'un sastre, va viure a Riga tota la vida, ciutat que descriu als seus poemes. Čaks fou el primer escriptor letó l'obra del qual té un marcat caràcter urbà i que s'allunya de les habituals descripcions de la vida dels pobles més rurals, propis de la literatura letona anterior. Publicà el 1928 el seu primer llibre de poemes, dedicat a Riga i a la seva animació. Els seus poemes inclouen temes i personatges que no havien estat mostrats anteriorment en la literatura letona, la vida nocturna, rodamons, prostitutes, els pobres dels afores i fins i tot les canalitzacions dels blocs d'habitatges. En els seus poemes, Čaks mostra el seu profund amor envers Riga, reconeixible sobretot en el seu llibre El cor a la vorera. Tot i això, Riga no és l'únic tema de la seva poesia, Čaks també té poemes romàntics i dedicats a la resistència letona durant la Primera Guerra Mundial. També escrigué contes curts, però són menys coneguts.
El 1949, després de l'ocupació soviètica, Čaks fou acusat de desviar-se dels valors marxistes i produir obres políticament falses. Aquelles acusacions van fer-li emmalaltir i morí el 8 de febrer el 1950 d'una malaltia del cor.
El 2008, un dels carrers principals de Riga va rebre el seu nom en honor seu, i hi van obrir un museu en aquest mateix carrer

## Obres
- Es un šis laiks (Jo i aquest temps), 1928
- Sirds uz trotuāra (El cor a la vorera), 1928
- Pasaules krogs (El bar del món), 1929
- Poēma par ormani (Poema del cotxer), 1930
- Mana paradīze (El meu paradís), 1932
- Umurkumurs, 1932
- Mūžības skartie (Tocats per l'eternitat), 1-2, 1937-1939
- Kopoti raksti : 6 sējumos, Aleksandrs Čaks, Rīga : Zinātne, 1991-2007
- Minu armastus, Aleksandrs Caks, Tallinn, 1976
- Mūžības skartie : dzejas par latviešu strēlniekiem, Aleksandrs Čaks, Rīga : Zinātne, 1988.